# Liga Mistrzów CONCACAF (2010/2011)
Liga Mistrzów CONCACAF 2010/2011 – czterdziesty szósty sezon najbardziej prestiżowego turnieju w północnoamerykańskiej klubowej piłce nożnej, trzeci po reformie rozgrywek i przemianowaniu jej z Pucharu Mistrzów na Ligę Mistrzów.
W rozgrywkach wzięły udział dwadzieścia cztery drużyny z dziesięciu krajów. Zwycięzcą po raz pierwszy w historii został meksykański CF Monterrey, po pokonaniu w dwumeczu finałowym amerykańskiego Realu Salt Lake. Tym samym zakwalifikował się na Klubowe Mistrzostwa Świata.

## Podział miejsc w rozgrywkach
| Lp. | Federacja             | Drużyny |
| --- | --------------------- | ------- |
| 1   | Meksyk                | 4       |
| 1   | Stany Zjednoczone     | 4       |
| 3   | CFU Club Championship | 3       |
| 4   | Gwatemala             | 2       |
| 4   | Honduras              | 2       |
| 4   | Kostaryka             | 2       |
| 4   | Panama                | 2       |
| 4   | Salwador              | 2       |
| 9   | Belize                | 1       |
| 9   | Kanada                | 1       |
| 9   | Nikaragua             | 1       |

## Uczestnicy
Lista uczestników Ligi Mistrzów CONCACAF 2010/2011 z wyszczególnieniem rund, w których dane drużyny rozpoczęły udział w rozgrywkach.
| Faza grupowa           | Faza grupowa       | Faza grupowa           | Faza grupowa                |
| ---------------------- | ------------------ | ---------------------- | --------------------------- |
| Monterrey (L)          | Real Salt Lake (L) | Deportivo Saprissa (L) | Municipal (L)               |
| Toluca (L)             | Columbus Crew (L)  | Olimpia (L)            | Árabe Unido (L)             |
| Runda kwalifikacyjna   |                    |                        |                             |
| Cruz Azul (L)          | Xelajú MC (L)      | Tauro (L)              | Toronto FC (P)              |
| Santos Laguna (L)      | Marathón (L)       | San Francisco (L)      | Puerto Rico Islanders (CFU) |
| Los Angeles Galaxy (L) | Motagua (L)        | FAS (L)                | Joe Public (CFU)            |
| Seattle Sounders (P)   | Brujas (L)         | Isidro Metapán (L)     | San Juan Jabloteh (CFU)     |

## Runda kwalifikacyjna
| Drużyna 1                            | Wynik dwumeczu | Drużyna 2             | Pierwszy mecz | Drugi mecz |
| ------------------------------------ | -------------- | --------------------- | ------------- | ---------- |
| Toronto FC                           | 3:2            | Motagua               | 1:0           | 2:2        |
| San Juan Jabloteh                    | 0:6            | Santos Laguna         | 0:1           | 0:5        |
| San Francisco                        | 2:9            | Cruz Azul             | 2:3           | 0:6        |
| Los Angeles Galaxy                   | 3:5            | Puerto Rico Islanders | 1:4           | 2:1        |
| Tauro                                | 2:4            | Marathón              | 0:3           | 2:1        |
| Seattle Sounders                     | 2:1            | Isidro Metapán        | 1:0           | 1:1        |
| Brujas                               | 4:6            | Joe Public            | 2:2           | 2:4        |
| FAS                                  | 3:1            | Xelajú MC             | 1:1           | 2:0        |
| Po lewej gospodarz pierwszego meczu. |                |                       |               |            |

### Pierwsze mecze
| 27 lipca 2010 20:00 UTC-4 | Toronto FC · Barrett 20' | 1:0(1:0) | Motagua | BMO Field, Toronto Widzów: 18 891 Sędzia: Terry Vaughn |
|                           |                          |          |         |                                                        |

| 27 lipca 2010 20:00 UTC-4 | San Juan Jabloteh | 0:1(0:0) | Santos Laguna · 83' Ruiz | Marvin Lee Stadium, Tunapuna Widzów: 192 Sędzia: Stanley Lancaster |
|                           |                   |          |                          |                                                                    |

| 27 lipca 2010 22:00 UTC-4 | San Francisco · Jiménez 20' · Torres 44' | 2:3(2:1) | Cruz Azul · 3', 55', 72' Villa | Estadio Agustín „Muquita” Sánchez, La Chorrera Widzów: 725 Sędzia: Neal Brizan |
|                           |                                          |          |                                |                                                                                |

| 28 lipca 2010 20:00 UTC-4 | Tauro | 0:3(0:2) | Marathón · 24', 59' Cardozo · 35' Palacios | Estadio Rommel Fernández, Panama Widzów: 1 237 Sędzia: Marlon Mejía |
|                           |       |          |                                            |                                                                     |

| 28 lipca 2010 22:00 UTC-4 | Seattle Sounders · Montero 60' | 1:0(0:0) | Isidro Metapán | Qwest Field, Seattle Widzów: 17 462 Sędzia: Ricardo Arellano |
|                           |                                |          |                |                                                              |

| 28 lipca 2010 22:00 UTC-4 | Brujas · Núñez 2' · Cordero 66' | 2:2(1:1) | Joe Public · 13' Baptiste · 90' Noel | Estadio Eladio Rosabal Cordero, Heredia Widzów: 253 Sędzia: Juan Carlos Guerra |
|                           |                                 |          |                                      |                                                                                |

| 29 lipca 2010 22:00 UTC-4 | FAS · Reyes 44' | 1:1(1:1) | Xelajú MC · 42' Crossa | Estadio Cuscatlán, San Salvador Widzów: 4 200 Sędzia: Francisco Chacón |
|                           |                 |          |                        |                                                                        |

### Rewanże
| 3 sierpnia 2010 20:00 UTC-4 | Motagua · Guevara 6', 64' | 2:2(1:0) | Toronto FC · 58' De Rosario · 79' Barrett | Estadio Tiburcio Carías Andino, Tegucigalpa Widzów: 8 000 Sędzia: Luis Rodríguez |
|                             |                           |          |                                           |                                                                                  |

| 3 sierpnia 2010 20:00 UTC-4 | Cruz Azul · Orozco 10', 45', 84' · Biancucchi 18', 90' · García 71' | 6:0(3:0) | San Francisco | Estadio Azul, Meksyk Widzów: 5 000 Sędzia: Wálter Quesada |
|                             |                                                                     |          |               |                                                           |

| 3 sierpnia 2010 22:00 UTC-4 | Isidro Metapán · Canales 18' | 1:1(1:0) | Seattle Sounders · 73' Fernández | Estadio Cuscatlán, San Salvador Widzów: 1 083 Sędzia: Benigno Pineda |
|                             |                              |          |                                  |                                                                      |

| 4 sierpnia 2010 20:00 UTC-4 | Puerto Rico Islanders · Foley 33' (k.) | 1:2(1:1) | Los Angeles Galaxy · 37' (sam.) Vélez · 83' Franklin | Juan Ramón Loubriel Stadium, Bayamón Widzów: 12 993 Sędzia: Trevor Taylor |
|                             |                                        |          |                                                      |                                                                           |

| 4 sierpnia 2010 22:00 UTC-4 | Santos Laguna · Reyes 4', 80' · Salinas 46' · Quintero 72' · González 83' | 5:0(1:0) | San Juan Jabloteh | Estadio Corona, Torreón Widzów: 10 000 Sędzia: Paul Ward |
|                             |                                                                           |          |                   |                                                          |

| 4 sierpnia 2010 22:00 UTC-4 | Marathón · Cardozo 24' | 1:2(1:2) | Tauro · 27', 45' Rentería | Estadio Olímpico Metropolitano, San Pedro Sula Widzów: 2 528 Sędzia: Mark Geiger |
|                             |                        |          |                           |                                                                                  |

| 5 sierpnia 2010 20:00 UTC-4 | Joe Public · Baptiste 9' · Mitchell 39' · Lewis 45' · Toussaint 76' | 4:2(3:0) | Brujas · 64' Arias · 72' (k.) Núñez | Marvin Lee Stadium, Tunapuna Widzów: 500 Sędzia: Valdin Legister |
|                             |                                                                     |          |                                     |                                                                  |

| 5 sierpnia 2010 22:00 UTC-4 | Xelajú MC | 0:2(0:1) | FAS · 41', 76' Bentos | Estadio Mateo Flores, Gwatemala Widzów: 8 000 Sędzia: Hugo Cruz Alvarado |
|                             |           |          |                       |                                                                          |

## Faza grupowa

### Grupa A
| Lp. | Drużyna            | M | Z | R | P | Bramki | Bramki | +/– | Pkt |
| --- | ------------------ | - | - | - | - | ------ | ------ | --- | --- |
| 1   | Real Salt Lake (A) | 6 | 4 | 1 | 1 | 17     | 11     | +6  | 13  |
| 2   | Cruz Azul (A)      | 6 | 3 | 1 | 2 | 15     | 9      | +6  | 10  |
| 3   | Toronto FC         | 6 | 2 | 2 | 2 | 5      | 7      | −2  | 8   |
| 4   | Árabe Unido        | 6 | 1 | 0 | 5 | 4      | 14     | −10 | 3   |

|                | RSL | CAZ | TOR | ARA |
| -------------- | --- | --- | --- | --- |
| Real Salt Lake | –   | 3:1 | 4:1 | 2:1 |
| Cruz Azul      | 5:4 | –   | 0:0 | 2:0 |
| Toronto FC     | 1:1 | 2:1 | –   | 1:0 |
| Árabe Unido    | 2:3 | 0:6 | 1:0 | –   |

| 17 sierpnia 2010 20:00 UTC-4 | Toronto FC · Saric 3' · Mista 44' | 2:1(2:0) | Cruz Azul · 90' Giménez | BMO Field, Toronto Widzów: 16 862 Sędzia: Courtney Campbell |
|                              |                                   |          |                         |                                                             |

| 18 sierpnia 2010 22:00 UTC-4 | Real Salt Lake · Saborío 44', 90+4' (k.) | 2:1(2:1) | Árabe Unido · 13' Cooper | Rio Tinto Stadium, Sandy Widzów: 10 626 Sędzia: Paul Ward |
|                              |                                          |          |                          |                                                           |

| 24 sierpnia 2010 20:00 UTC-4 | Árabe Unido · Caesar 40' | 1:0(1:0) | Toronto FC | Estadio Agustín „Muquita” Sánchez, La Chorrera Widzów: 501 Sędzia: Marlon Mejía |
|                              |                          |          |            |                                                                                 |

| 25 sierpnia 2010 20:00 UTC-4 | Cruz Azul · Orozco 4', 74', 87', 88' · Giménez 90+3' | 5:4(1:2) | Real Salt Lake · 23' (k.), 42' Saborío · 63' Espíndola · 90+2' Johnson | Estadio Azul, Meksyk Widzów: 3 400 Sędzia: Oscar Moncada |
|                              |                                                      |          |                                                                        |                                                          |

| 15 września 2010 22:00 UTC-4 | Real Salt Lake · Beckerman 21' · Olave 40' · Saborío 69' (k.) · Paulo Jr. 79' | 4:1(2:1) | Toronto FC · 9' Maicon Santos | Rio Tinto Stadium, Sandy Widzów: 11 579 Sędzia: Mauricio Morales |
|                              |                                                                               |          |                               |                                                                  |

| 15 września 2010 22:00 UTC-4 | Árabe Unido | 0:6(0:3) | Cruz Azul · 10', 24', 27' Orozco · 69', 81' Villa · 87' Biancucchi | Estadio Rommel Fernández, Panama Widzów: 2 975 Sędzia: Terry Vaughn |
|                              |             |          |                                                                    |                                                                     |

| 21 września 2010 22:00 UTC-4 | Cruz Azul | 0:0(0:0) | Toronto FC | Estadio Azul, Meksyk Widzów: 5 280 Sędzia: Juan Carlos Guerra |
|                              |           |          |            |                                                               |

| 22 września 2010 20:00 UTC-4 | Árabe Unido · Aguilar 2' · Angulo 52' (k.) | 2:3(1:3) | Real Salt Lake · 10', 42' Johnson · 36' Saborío | Estadio Rommel Fernández, Panama Widzów: 500 Sędzia: Benito Archundia |
|                              |                                            |          |                                                 |                                                                       |

| 28 września 2010 20:00 UTC-4 | Toronto FC · Peterson 20' | 1:1(1:0) | Real Salt Lake · 68' Morales | BMO Field, Toronto Widzów: 10 581 Sędzia: Trevor Taylor |
|                              |                           |          |                              |                                                         |

| 28 września 2010 20:00 UTC-4 | Cruz Azul · Villa 1' · Cortés 50' (k.) | 2:0(1:0) | Árabe Unido | Estadio Azul, Meksyk Widzów: 5 015 Sędzia: Wálter Quesada |
|                              |                                        |          |             |                                                           |

| 19 października 2010 20:00 UTC-4 | Toronto FC · Attakora 30' | 1:0(1:0) | Árabe Unido | BMO Field, Toronto Widzów: 10 385 Sędzia: Roberto García Orozco |
|                                  |                           |          |             |                                                                 |

| 19 października 2010 22:00 UTC-4 | Real Salt Lake · Paulo Jr. 43', 67' · Warner 69' | 3:1(1:0) | Cruz Azul · 71' Villaluz | Rio Tinto Stadium, Sandy Widzów: 20 468 Sędzia: Joel Aguilar |
|                                  |                                                  |          |                          |                                                              |

### Grupa B
| Lp. | Drużyna           | M | Z | R | P | Bramki | Bramki | +/– | Pkt |
| --- | ----------------- | - | - | - | - | ------ | ------ | --- | --- |
| 1   | Santos Laguna (A) | 6 | 4 | 1 | 1 | 19     | 7      | +12 | 13  |
| 2   | Columbus Crew (A) | 6 | 4 | 0 | 2 | 10     | 4      | +6  | 12  |
| 3   | Municipal         | 6 | 2 | 2 | 2 | 9      | 13     | −4  | 8   |
| 4   | Joe Public        | 6 | 0 | 1 | 5 | 7      | 21     | −14 | 1   |

|               | SAN | CRE | MUN | JOE |
| ------------- | --- | --- | --- | --- |
| Santos Laguna | –   | 1:0 | 6:1 | 5:1 |
| Columbus Crew | 1:0 | –   | 1:0 | 3:0 |
| Municipal     | 2:2 | 2:1 | –   | 1:1 |
| Joe Public    | 2:5 | 1:4 | 2:3 | –   |

| 18 sierpnia 2010 20:00 UTC-4 | Joe Public · Hislop 11' · Hoshide 44' | 2:5(2:2) | Santos Laguna · 9', 24', 66', 76' Cárdenas · 90' Enríquez | Marvin Lee Stadium, Tunapuna Widzów: 900 Sędzia: Roberto Moreno |
|                              |                                       |          |                                                           |                                                                 |

| 18 sierpnia 2010 20:00 UTC-4 | Columbus Crew · Ekpo 14' | 1:0(1:0) | Municipal | Columbus Crew Stadium, Columbus Widzów: 5 745 Sędzia: Roberto García Orozco |
|                              |                          |          |           |                                                                             |

| 24 sierpnia 2010 22:00 UTC-4 | Santos Laguna · Estrada 90+3' | 1:0(0:0) | Columbus Crew | Estadio Corona, Torreón Widzów: 4 700 Sędzia: Luis Rodríguez |
|                              |                               |          |               |                                                              |

| 26 sierpnia 2010 22:00 UTC-4 | Municipal · Rodríguez 77' | 1:1(0:0) | Joe Public · 90+3' Lewis | Estadio Mateo Flores, Gwatemala Widzów: 2 498 Sędzia: Baldomero Toledo |
|                              |                           |          |                          |                                                                        |

| 14 września 2010 20:00 UTC-4 | Columbus Crew · Griffit 47' · Garey 52' · Lenhart 80' | 3:0(0:0) | Joe Public | Columbus Crew Stadium, Columbus Widzów: 5 500 Sędzia: Walter López |
|                              |                                                       |          |            |                                                                    |

| 14 września 2010 22:00 UTC-4 | Municipal · Rodríguez 28' · Castillo 87' (k.) | 2:2(1:2) | Santos Laguna · 8' (k.) Ruiz · 13' Peralta | Estadio Mateo Flores, Gwatemala Widzów: 10 414 Sędzia: Wálter Quesada |
|                              |                                               |          |                                            |                                                                       |

| 21 września 2010 20:00 UTC-4 | Columbus Crew · Mendoza 87' | 1:0(0:0) | Santos Laguna | Columbus Crew Stadium, Columbus Widzów: 6 298 Sędzia: Courtney Campbell |
|                              |                             |          |               |                                                                         |

| 23 września 2010 20:00 UTC-4 | Joe Public · Toussaint 15', 67' | 2:3(1:1) | Municipal · 18', 48' Ramírez · 90+2' Guevara | Marvin Lee Stadium, Tunapuna Widzów: 500 Sędzia: Joel Aguilar |
|                              |                                 |          |                                              |                                                               |

| 29 września 2010 22:00 UTC-4 | Municipal · Ramírez 18', 38' | 2:1(2:1) | Columbus Crew · 44' Iro | Estadio Mateo Flores, Gwatemala Widzów: 3 545 Sędzia: Benigno Pineda |
|                              |                              |          |                         |                                                                      |

| 29 września 2010 22:00 UTC-4 | Santos Laguna · Reyes 4' · Torres 14' · Quintero 60' · Cárdenas 68' · Figueroa 79' | 5:1(2:1) | Joe Public · 33' Baptiste | Estadio Corona, Torreón Widzów: 7 000 Sędzia: Mark Geiger |
|                              |                                                                                    |          |                           |                                                           |

| 19 października 2010 20:00 UTC-4 | Santos Laguna · Peralta 20', 51' · Ludueña 27', 87' · Ruiz 40' · Quintero 81' | 6:1(3:1) | Municipal · 39' Castillo | Estadio Corona, Torreón Widzów: 3 600 Sędzia: Roberto Moreno |
|                                  |                                                                               |          |                          |                                                              |

| 21 października 2010 20:00 UTC-4 | Joe Public · Noel 27' (k.) | 1:4(1:1) | Columbus Crew · 20' Mendoza · 50' (k.), 80' Rentería · 90+2' Oughton | Marvin Lee Stadium, Tunapuna Widzów: 110 Sędzia: Stanley Lancaster |
|                                  |                            |          |                                                                      |                                                                    |

### Grupa C
| Lp. | Drużyna                | M | Z | R | P | Bramki | Bramki | +/– | Pkt |
| --- | ---------------------- | - | - | - | - | ------ | ------ | --- | --- |
| 1   | Monterrey (A)          | 6 | 5 | 1 | 0 | 11     | 4      | +7  | 16  |
| 2   | Deportivo Saprissa (A) | 6 | 3 | 1 | 2 | 11     | 7      | +4  | 10  |
| 3   | Marathón               | 6 | 2 | 0 | 4 | 5      | 11     | −6  | 6   |
| 4   | Seattle Sounders       | 6 | 1 | 0 | 5 | 6      | 11     | −5  | 3   |

|                    | MTY | SAP | MAR | SEA |
| ------------------ | --- | --- | --- | --- |
| Monterrey          | –   | 1:0 | 2:0 | 3:2 |
| Deportivo Saprissa | 2:2 | –   | 4:1 | 2:0 |
| Marathón           | 0:1 | 2:1 | –   | 2:1 |
| Seattle Sounders   | 0:2 | 1:2 | 2:0 | –   |

| 17 sierpnia 2010 22:00 UTC-4 | Monterrey · de Nigris 25' | 1:0(1:0) | Deportivo Saprissa | Estadio Tecnológico, Monterrey Widzów: 12 042 Sędzia: Ricardo Salazar |
|                              |                           |          |                    |                                                                       |

| 19 sierpnia 2010 22:00 UTC-4 | Marathón · Paz 26' · Cardozo 45+1' (k.) | 2:1(2:1) | Seattle Sounders · 16' Levesque | Estadio Olímpico Metropolitano, San Pedro Sula Widzów: 1 990 Sędzia: Juan Carlos Guerra |
|                              |                                         |          |                                 |                                                                                         |

| 25 sierpnia 2010 22:00 UTC-4 | Seattle Sounders | 0:2(0:1) | Monterrey · 41' Cardozo · 58' de Nigris | Qwest Field, Seattle Widzów: 22 513 Sędzia: Joel Aguilar |
|                              |                  |          |                                         |                                                          |

| 26 sierpnia 2010 22:00 UTC-4 | Deportivo Saprissa · Sequeira 34' · Arrieta 52' · Martínez 77' · Alonso 86' | 4:1(1:1) | Marathón · 32' Berríos | Estadio Ricardo Saprissa Aymá, San Juan de Tibás Widzów: 2 899 Sędzia: Paul Delgadillo |
|                              |                                                                             |          |                        |                                                                                        |

| 14 września 2010 20:00 UTC-4 | Monterrey · de Nigris 22' · Paredes 54' | 2:0(1:0) | Marathón | Estadio Tecnológico, Monterrey Widzów: 9 628 Sędzia: Raymond Bogle |
|                              |                                         |          |          |                                                                    |

| 14 września 2010 22:00 UTC-4 | Deportivo Saprissa · Guzmán 56' · Alemán 81' | 2:0(0:0) | Seattle Sounders | Estadio Ricardo Saprissa Aymá, San Juan de Tibás Widzów: 3 000 Sędzia: Marco Rodríguez |
|                              |                                              |          |                  |                                                                                        |

| 22 września 2010 20:00 UTC-4 | Monterrey · de Nigris 73' · Suazo 74' · L.E. Pérez 78' (k.) | 3:2(0:2) | Seattle Sounders · 27' (sam.) S. Pérez · 44' Fucito | Estadio Tecnológico, Monterrey Widzów: 19 697 Sędzia: Marlon Mejía |
|                              |                                                             |          |                                                     |                                                                    |

| 22 września 2010 22:00 UTC-4 | Marathón · Berríos 49' · Sirias 64' (sam.) | 2:1(0:0) | Deportivo Saprissa · 64' Arrieta | Estadio Olímpico Metropolitano, San Pedro Sula Widzów: 1 820 Sędzia: Roberto Moreno |
|                              |                                            |          |                                  |                                                                                     |

| 28 września 2010 22:00 UTC-4 | Deportivo Saprissa · Meza 16' (sam.) · Mena 66' | 2:2(1:0) | Monterrey · 5' Rodríguez · 32' Carreño | Estadio Ricardo Saprissa Aymá, San Juan de Tibás Widzów: 1 635 Sędzia: Terry Vaughn |
|                              |                                                 |          |                                        |                                                                                     |

| 29 września 2010 22:00 UTC-4 | Seattle Sounders · Fucito 21', 68' | 2:0(1:0) | Marathón | Qwest Field, Seattle Widzów: 11 768 Sędzia: Paul Ward |
|                              |                                    |          |          |                                                       |

| 19 października 2010 22:00 UTC-4 | Seattle Sounders · Jaqua 17' | 1:2(1:1) | Deportivo Saprissa · 26' Arrieta · 89' Martínez | Qwest Field, Seattle Widzów: 11 434 Sędzia: Neal Brizan |
|                                  |                              |          |                                                 |                                                         |

| 20 października 2010 22:00 UTC-4 | Marathón | 0:1(0:0) | Monterrey · 69' Santana | Estadio Olímpico Metropolitano, San Pedro Sula Widzów: 500 Sędzia: Walter López |
|                                  |          |          |                         |                                                                                 |

### Grupa D
| Lp. | Drużyna               | M | Z | R | P | Bramki | Bramki | +/– | Pkt |
| --- | --------------------- | - | - | - | - | ------ | ------ | --- | --- |
| 1   | Olimpia (A)           | 6 | 4 | 1 | 1 | 12     | 7      | +5  | 13  |
| 2   | Toluca (A)            | 6 | 3 | 1 | 2 | 15     | 5      | +10 | 10  |
| 3   | Puerto Rico Islanders | 6 | 2 | 2 | 2 | 8      | 10     | −2  | 8   |
| 4   | FAS                   | 6 | 0 | 2 | 4 | 2      | 15     | −13 | 2   |

|                       | CDO | TOL | PRI | FAS |
| --------------------- | --- | --- | --- | --- |
| Olimpia               | –   | 2:1 | 3:0 | 2:0 |
| Toluca                | 4:0 | –   | 3:0 | 5:0 |
| Puerto Rico Islanders | 1:1 | 3:2 | –   | 4:1 |
| FAS                   | 1:4 | 0:0 | 0:0 | –   |

| 17 sierpnia 2010 20:00 UTC-4 | Puerto Rico Islanders · Addlery 39' | 1:1(1:0) | Olimpia · 67' Copete | Juan Ramón Loubriel Stadium, Bayamón Widzów: 2 632 Sędzia: Marco Rodríguez |
|                              |                                     |          |                      |                                                                            |

| 18 sierpnia 2010 22:00 UTC-4 | FAS | 0:0(0:0) | Toluca | Estadio Cuscatlán, San Salvador Widzów: 3 500 Sędzia: Wálter Quesada |
|                              |     |          |        |                                                                      |

| 25 sierpnia 2010 20:00 UTC-4 | Puerto Rico Islanders · Foley 15' · Faña 22', 45+1' · Addlery 83' | 4:1(3:1) | FAS · 23' Reyes | Juan Ramón Loubriel Stadium, Bayamón Widzów: 2 050 Sędzia: Neal Brizan |
|                              |                                                                   |          |                 |                                                                        |

| 26 sierpnia 2010 20:00 UTC-4 | Toluca · Cuevas 4', 10' · Mancilla 63' · Arévalo 86' (sam.) | 4:0(2:0) | Olimpia | Estadio Nemesio Díez, Toluca Widzów: 7 463 Sędzia: Hugo Cruz Alvarado |
|                              |                                                             |          |         |                                                                       |

| 15 września 2010 20:00 UTC-4 | Toluca · González 18' · Cuevas 76' (k.) · Cerda 90+2' | 3:0(1:0) | Puerto Rico Islanders | Estadio Nemesio Díez, Toluca Widzów: 5 165 Sędzia: Benigno Pineda |
|                              |                                                       |          |                       |                                                                   |

| 16 września 2010 20:00 UTC-4 | Olimpia · Rojas 13', 80' | 2:0(1:0) | FAS | Estadio Tiburcio Carías Andino, Tegucigalpa Widzów: 9 200 Sędzia: Hugo Cruz Alvarado |
|                              |                          |          |     |                                                                                      |

| 22 września 2010 22:00 UTC-4 | FAS | 0:0(0:0) | Puerto Rico Islanders | Estadio Cuscatlán, San Salvador Widzów: 3 500 Sędzia: Paul Delgadillo |
|                              |     |          |                       |                                                                       |

| 23 września 2010 22:00 UTC-4 | Olimpia · García 14' · Rojas 25' | 2:1(2:1) | Toluca · 40' (k.) Cuevas | Estadio Olímpico Metropolitano, San Pedro Sula Widzów: 4 654 Sędzia: Walter López |
|                              |                                  |          |                          |                                                                                   |

| 29 września 2010 20:00 UTC-4 | Puerto Rico Islanders · Foley 53' · Horst 69', 90+1' | 3:2(0:2) | Toluca · 10', 22' Mancilla | Juan Ramón Loubriel Stadium, Bayamón Widzów: 4 122 Sędzia: Raymond Bogle |
|                              |                                                      |          |                            |                                                                          |

| 30 września 2010 22:00 UTC-4 | FAS · López 72' | 1:4(0:2) | Olimpia · 29', 45+2' Bruschi · 52' Barahona · 89' Lozano | Estadio Cuscatlán, San Salvador Widzów: 1 000 Sędzia: Jair Marrufo |
|                              |                 |          |                                                          |                                                                    |

| 20 października 2010 20:00 UTC-4 | Toluca · Mancilla 19', 55', 90' · Cuevas 54' (k.) · Calderón 86' | 5:0(1:0) | FAS | Estadio Nemesio Díez, Toluca Widzów: 3 985 Sędzia: Mark Geiger |
|                                  |                                                                  |          |     |                                                                |

| 20 października 2010 22:00 UTC-4 | Olimpia · Rojas 53', 77' · de Souza 81' | 3:0(0:0) | Puerto Rico Islanders | Estadio Tiburcio Carías Andino, Tegucigalpa Widzów: 5 550 Sędzia: Benito Archundia |
|                                  |                                         |          |                       |                                                                                    |

## Faza pucharowa

### Drabinka
|  | Ćwierćfinały | Ćwierćfinały       | Ćwierćfinały       | Ćwierćfinały | Ćwierćfinały |   |   | Półfinały      | Półfinały | Półfinały | Półfinały | Półfinały |  |  | Finał | Finał          | Finał | Finał | Finał |
|  |              |                    |                    |              |              |   |   |                |           |           |           |           |  |  |       |                |       |       |       |
|  | B2           | Columbus Crew      | 0                  | 1            | 1            |   |   |                |           |           |           |           |  |  |       |                |       |       |       |
|  | A1           | Real Salt Lake     | 0                  | 4            | 4            |   |   |                |           |           |           |           |  |  |       |                |       |       |       |
|  | A1           | Real Salt Lake     | 0                  | 4            | 4            |   |   | Real Salt Lake | 2         | 1         | 3         |           |  |  |       |                |       |       |       |
|  |              |                    |                    |              |              |   |   | Real Salt Lake | 2         | 1         | 3         |           |  |  |       |                |       |       |       |
|  |              |                    | Deportivo Saprissa | 0            | 2            | 2 |   |                |           |           |           |           |  |  |       |                |       |       |       |
|  | C2           | Deportivo Saprissa | Deportivo Saprissa | 0            | 2            | 2 | 1 | 2              | 3         |           |           |           |  |  |       |                |       |       |       |
|  | C2           | Deportivo Saprissa |                    |              |              |   | 1 | 2              | 3         |           |           |           |  |  |       |                |       |       |       |
|  | D1           | Olimpia            | 0                  | 1            | 1            |   |   |                |           |           |           |           |  |  |       |                |       |       |       |
|  |              |                    |                    |              |              |   |   |                |           |           |           |           |  |  |       | Real Salt Lake | 2     | 0     | 2     |
|  |              |                    |                    | Monterrey    | 2            | 1 | 3 |                |           |           |           |           |  |  |       |                |       |       |       |
|  | A2           | Cruz Azul          | 2                  | 3            | 5            |   |   |                |           |           |           |           |  |  |       |                |       |       |       |
|  | B1           | Santos Laguna      | 0                  | 1            | 1            |   |   |                |           |           |           |           |  |  |       |                |       |       |       |
|  | B1           | Santos Laguna      | 0                  | 1            | 1            |   |   | Cruz Azul      | 1         | 1         | 2         |           |  |  |       |                |       |       |       |
|  |              |                    |                    |              |              |   |   | Cruz Azul      | 1         | 1         | 2         |           |  |  |       |                |       |       |       |
|  |              |                    | Monterrey          | 2            | 1            | 3 |   |                |           |           |           |           |  |  |       |                |       |       |       |
|  | D2           | Toluca             | Monterrey          | 2            | 1            | 3 | 0 | 0              | 0         |           |           |           |  |  |       |                |       |       |       |
|  | D2           | Toluca             |                    |              |              |   | 0 | 0              | 0         |           |           |           |  |  |       |                |       |       |       |
|  | C1           | Monterrey          | 1                  | 1            | 2            |   |   |                |           |           |           |           |  |  |       |                |       |       |       |

### Ćwierćfinały
| Drużyna 1                            | Wynik dwumeczu | Drużyna 2      | Pierwszy mecz | Drugi mecz |
| ------------------------------------ | -------------- | -------------- | ------------- | ---------- |
| Columbus Crew                        | 1:4            | Real Salt Lake | 0:0           | 1:4        |
| Deportivo Saprissa                   | 3:1            | Olimpia        | 1:0           | 2:1        |
| Cruz Azul                            | 5:1            | Santos Laguna  | 2:0           | 3:1        |
| Toluca                               | 0:2            | Monterrey      | 0:1           | 0:1        |
| Po lewej gospodarz pierwszego meczu. |                |                |               |            |

#### Pierwsze mecze
| 22 lutego 2011 20:00 UTC-4 | Columbus Crew | 0:0(0:0) | Real Salt Lake | Columbus Crew Stadium, Columbus Widzów: 4 500 Sędzia: Jair Marrufo |
|                            |               |          |                |                                                                    |

| 22 lutego 2011 22:00 UTC-4 | Cruz Azul · Orozco 57' · Giménez 68' | 2:0(0:0) | Santos Laguna | Estadio Azul, Meksyk Widzów: 14 062 Sędzia: Paul Delgadillo |
|                            |                                      |          |               |                                                             |

| 23 lutego 2011 20:00 UTC-4 | Toluca | 0:1(0:0) | Monterrey · 83' Martínez | Estadio Nemesio Díez, Toluca Widzów: 13 899 Sędzia: Francisco Chacón |
|                            |        |          |                          |                                                                      |

| 24 lutego 2011 20:00 UTC-4 | Deportivo Saprissa · Alonso 23' | 1:0(1:0) | Olimpia | Estadio Ricardo Saprissa Aymá, San Juan de Tibás Widzów: 12 344 Sędzia: Walter López |
|                            |                                 |          |         |                                                                                      |

#### Rewanże
| 1 marca 2011 20:00 UTC-4 | Santos Laguna · Benítez 70' | 1:3(0:1) | Cruz Azul · 36', 53' Villa · 49' Giménez | Estadio Corona, Torreón Widzów: 25 000 Sędzia: Roberto García Orozco |
|                          |                             |          |                                          |                                                                      |

| 1 marca 2011 22:00 UTC-4 | Real Salt Lake · Saborío 23' · Morales 36', 77' · Williams 90+5' | 4:1(2:0) | Columbus Crew · 49' Mendoza | Rio Tinto Stadium, Sandy Widzów: 15 405 Sędzia: Mark Geiger |
|                          |                                                                  |          |                             |                                                             |

| 2 marca 2011 20:00 UTC-4 | Monterrey · Cardozo 88' | 1:0(0:0) | Toluca | Estadio Tecnológico, Monterrey Widzów: 17 000 Sędzia: Marco Rodríguez |
|                          |                         |          |        |                                                                       |

| 3 marca 2011 20:00 UTC-4 | Olimpia · Rojas 53' | 1:2(0:1) | Deportivo Saprissa · 26' Alonso · 63' Cordero | Estadio Olímpico Metropolitano, San Pedro Sula Widzów: 20 000 Sędzia: Joel Aguilar |
|                          |                     |          |                                               |                                                                                    |

### Półfinały
| Drużyna 1                            | Wynik dwumeczu | Drużyna 2          | Pierwszy mecz | Drugi mecz |
| ------------------------------------ | -------------- | ------------------ | ------------- | ---------- |
| Real Salt Lake                       | 3:2            | Deportivo Saprissa | 2:0           | 1:2        |
| Monterrey                            | 3:2            | Cruz Azul          | 2:1           | 1:1        |
| Po lewej gospodarz pierwszego meczu. |                |                    |               |            |

#### Pierwsze mecze
| 15 marca 2011 21:00 UTC-4 | Real Salt Lake · Saborío 9' · Espíndola 57' | 2:0(1:0) | Deportivo Saprissa | Rio Tinto Stadium, Sandy Widzów: 16 668 Sędzia: Enrico Wijngaarde |
|                           |                                             |          |                    |                                                                   |

| 16 marca 2011 21:00 UTC-4 | Monterrey · Cardozo 9' · Santana 55' | 2:1(1:0) | Cruz Azul · 48' Cortés | Estadio Tecnológico, Monterrey Widzów: 22 469 Sędzia: Paul Delgadillo |
|                           |                                      |          |                        |                                                                       |

#### Rewanże
| 5 kwietnia 2011 22:00 UTC-4 | Deportivo Saprissa · Cordero 46' · Solís 87' (k.) | 2:1(0:0) | Real Salt Lake · 60' Olave | Estadio Ricardo Saprissa Aymá, San Juan de Tibás Widzów: 21 065 Sędzia: Marco Rodríguez |
|                             |                                                   |          |                            |                                                                                         |

| 6 kwietnia 2011 20:00 UTC-4 | Cruz Azul · Villaluz 23' | 1:1(1:0) | Monterrey · 81' Suazo 81' (k.) | Estadio Azul, Meksyk Widzów: 24 574 Sędzia: Francisco Chacón |
|                             |                          |          |                                |                                                              |

### Finał
| Drużyna 1                            | Wynik dwumeczu | Drużyna 2      | Pierwszy mecz | Drugi mecz |
| ------------------------------------ | -------------- | -------------- | ------------- | ---------- |
| Monterrey                            | 3:2            | Real Salt Lake | 2:2           | 1:0        |
| Po lewej gospodarz pierwszego meczu. |                |                |               |            |

| 20 kwietnia 2011 22:00 UTC-4 | Monterrey · de Nigris 18' · Suazo 62' (k.) | 2:2(1:1) | Real Salt Lake · 35' Borchers · 89' Morales | Estadio Tecnológico, Monterrey Widzów: 30 247 Sędzia: Joel Aguilar |
|                              |                                            |          |                                             |                                                                    |

| 27 kwietnia 2011 22:00 UTC-4 | Real Salt Lake | 0:1(0:1) | Monterrey · 45+1' Suazo | Rio Tinto Stadium, Sandy Widzów: 20 378 Sędzia: Roberto Moreno |
|                              |                |          |                         |                                                                |

## Klasyfikacja strzelców
| Pozycja | Zawodnik            | Zespół                | Mecze         | Bramki | Minuty na boisku |
| ------- | ------------------- | --------------------- | ------------- | ------ | ---------------- |
| 1.      | Javier Orozco       | Cruz Azul             | 11            | 11     | 769'             |
| 2.      | Emanuel Villa       | Cruz Azul             | 9             | 8      | 777'             |
| 2.      | Álvaro Saborío      | Real Salt Lake        | 11            | 8      | 923'             |
| 4.      | Héctor Mancilla     | Toluca                | 4             | 6      | 345'             |
| 4.      | Roger Rojas         | Olimpia               | 7             | 6      | 571'             |
| 6.      | Juan Cuevas         | Toluca                | 5             | 5      | 426'             |
| 6.      | José María Cárdenas | Santos Laguna         | 9             | 5      | 443'             |
| 6.      | Aldo de Nigris      | Monterrey             | 10            | 5      | 675'             |
| 9.      | Nicholas Addlery    | Puerto Rico Islanders | 4             | 4      | 360'             |
| 9.      | Humberto Suazo      | Monterrey             | 8             | 4      | 381'             |
| 9.      | Guillermo Ramírez   | Municipal             | 6             | 4      | 476'             |
| 9.      | Claudio Cardozo     | Marathón              | 6             | 4      | 487'             |
| 9.      | David Foley         | Puerto Rico Islanders | 7             | 4      | 532'             |
| 9.      | Christian Giménez   | Cruz Azul             | 10            | 4      | 629'             |
| 9.      | Javier Morales      | Real Salt Lake        | 10            | 4      | 758'             |
| 16.     | 14 zawodników       | 14 zawodników         | 14 zawodników | 3      |                  |
| 31.     | 22 zawodników       | 22 zawodników         | 22 zawodników | 2      |                  |
| 54.     | 66 zawodników       | 66 zawodników         | 66 zawodników | 1      |                  |

Źródło: